# Смертна кара в Сан-Марино
Смертна кара більше не застосовується в Сан-Марино. Остання страта відбулась у 1468 році через повішення. Сан-Марино є однією з двох країн у світі, які не застосовували страту з 1800 року, іншою є Ліхтенштейн, у якому остання страта була виконана у 1785 році.
Сан-Марино було першою країною світу, яка скасувала смертну кару за звичайні злочини у 1848 році; у 1865 році Сан-Марино стало другою країною у світі (та першою в Європі), яка скасувала смертну кару за всі злочини, слідом за Венесуелою, яка це зробила у 1863 році. Воно також є однією з трьох країн, які скасували смертну кару за всі злочини до 1900 року, третя — Коста-Рика.
У 1989 році Сан-Марино формально ратифікувало Протокол 6 до Європейської конвенції з прав людини, який вимагає повного скасування смертної кари у мирний час.